# Unione Sportiva Sassuolo Calcio 2011-2012
Questa voce raccoglie le informazioni riguardanti l'Unione Sportiva Sassuolo Calcio nelle competizioni ufficiali della stagione 2011-2012.

## Stagione
Nella stagione 2011-2012 il Sassuolo termina al 3º posto. Si qualifica per i play-off ai quali nella semifinale incontra la Sampdoria perdendo 2-1 allo Stadio Marassi di Genova e pareggiando al Braglia 1-1, così perdendo la speranza di essere promossa per la Serie A.

## Divise e sponsor
La maglia casalinga è a strisce verticali nero-verde, quella per la trasferta bianca con alcuni ricami verdi e la terza divisa completamente blu.
Lo sponsor tecnico è la Sportika, mentre lo sponsor ufficiale è la Mapei.
| Casa | Trasferta | Terza Divisa | Portiere |

## Organigramma societario
Area tecnica
- Allenatore: Fulvio Pea
- Allenatore in seconda: Andrea Tarozzi
- Preparatore atletico: Luca Morellini
- Preparatore atletico: Carlo Spignoli
- Allenatore dei portieri: Alberto Bartoli
- Responsabile sanitario: dott. Donato Rutigliano
- Responsabile sanitario: dott. Marco Bruzzone
- Medico Prima Squadra: dott. Manfredo Dugoni
- Fisioterapista: Pierpaolo Vecchi
- Fisioterapista: Simone Campanini
- Fisioterapista: Luca D'Alessandro
- Responsabile Magazzino: Alfonso De Santo

## Rosa
| N. |                      | Ruolo | Calciatore                |
| -- | -------------------- | ----- | ------------------------- |
| 1  | Italia (bandiera)    | P     | Davide Bassi              |
| 3  | Italia (bandiera)    | D     | Alessandro Longhi         |
| 4  | Italia (bandiera)    | C     | Francesco Magnanelli      |
| 5  | Italia (bandiera)    | C     | Antonio Cinelli           |
| 6  | Italia (bandiera)    | D     | Marco Piccioni (capitano) |
| 7  | Italia (bandiera)    | A     | Gaetano Masucci           |
| 8  | Italia (bandiera)    | D     | Nicola Donazzan           |
| 9  | Italia (bandiera)    | A     | Salvatore Bruno           |
| 10 | Italia (bandiera)    | C     | Michele Troiano           |
| 11 | Ghana (bandiera)     | A     | Richmond Boakye           |
| 12 | Italia (bandiera)    | A     | Gianluca Sansone          |
| 13 | Italia (bandiera)    | D     | Luca Benedetti            |
| 14 | Ghana (bandiera)     | C     | Isaac Cofie               |
| 16 | Australia (bandiera) | C     | Carl Valeri               |
| 17 | Italia (bandiera)    | P     | Alberto Pomini            |
| 18 | Italia (bandiera)    | A     | Alessandro Noselli        |

| N. |                   | Ruolo | Calciatore          |
| -- | ----------------- | ----- | ------------------- |
| 19 | Italia (bandiera) | D     | Angelo Rea          |
| 19 | Italia (bandiera) | C     | Gennaro Troianiello |
| 20 | Italia (bandiera) | D     | Paolo Bianco        |
| 21 | Italia (bandiera) | C     | Karim Laribi        |
| 22 | Italia (bandiera) | D     | Emanuele Terranova  |
| 24 | Italia (bandiera) | D     | Lino Marzoratti     |
| 25 | Italia (bandiera) | D     | Daniel Cappelletti  |
| 26 | Italia (bandiera) | A     | Diego Falcinelli    |
| 26 | Italia (bandiera) | D     | Marcello Gazzola    |
| 27 | Italia (bandiera) | D     | Nicolò Consolini    |
| 28 | Italia (bandiera) | C     | Tommaso Bianchi     |
| 33 | Italia (bandiera) | D     | Lorenzo Laverone    |
| 70 | Italia (bandiera) | C     | Simone Missiroli    |
| 77 | Italia (bandiera) | A     | Ettore Marchi       |
| 92 | Italia (bandiera) | C     | Raffaele Conforto   |

## Calciomercato

### Sessione estiva(dall'1/7 all'1/9)
| Acquisti | Acquisti           | Acquisti        | Acquisti                         |
| R.       | Nome               | da              | Modalità                         |
| -------- | ------------------ | --------------- | -------------------------------- |
| P        | Davide Bassi       | Empoli          | prestito con diritto di riscatto |
| D        | Daniel Cappelletti | Palermo         | prestito con diritto di riscatto |
| D        | Lorenzo Laverone   | Reggina         | comproprietà                     |
| D        | Alessandro Longhi  | Chievo          | comproprietà                     |
| D        | Lino Marzoratti    | Empoli          | comproprietà                     |
| D        | Leonardo Massoni   | Verona          | riscatto comproprietà            |
| D        | Emanuele Terranova | Palermo         | definitivo                       |
| C        | Tommaso Bianchi    | Piacenza        | comproprietà                     |
| C        | Antonio Cinelli    | Lazio           | rinnovo comp.                    |
| C        | Isaac Cofie        | Genoa           | prestito con diritto di riscatto |
| C        | Karim Laribi       | Palermo         | prestito con diritto di riscatto |
| C        | Giorgio Schiavini  | Fano            | fine prestito                    |
| A        | Richmond Boakye    | Genoa           | prestito con diritto di riscatto |
| A        | Diego Falcinelli   | Foligno         | riscatto comproprietà            |
| A        | Nicola Ferrari     | Fano            | riscatto comproprietà            |
| A        | Davide Luppi       | Viareggio       | riscatto comproprietà            |
| A        | Ettore Marchi      | Triestina       | definitivo                       |
| A        | Gaetano Masucci    | Frosinone       | fine prestito                    |
| A        | Leonardo Pavoletti | Casale          | fine prestito                    |
| A        | Gianluca Sansone   | Siena           | comproprietà                     |
| A        | Mario Titone       | Virtus Lanciano | fine prestito                    |

| Cessioni | Cessioni            | Cessioni        | Cessioni                         |
| R.       | Nome                | a               | Modalità                         |
| -------- | ------------------- | --------------- | -------------------------------- |
| P        | Walter Bressan      | Varese          | prestito                         |
| D        | Pellegrino Albanese | Mantova         | comproprietà                     |
| D        | Antonio Bocchetti   | Frosinone       | fine prestito                    |
| D        | Kastriot Dermaku    | Melfi           | comproprietà                     |
| D        | Leonardo Massoni    | Virtus Lanciano | prestito                         |
| D        | Jonathan Rossini    | Sampdoria       | fine prestito                    |
| C        | Raman Chibsah       | Juventus        | definitivo                       |
| C        | Andrea De Falco     | Chievo          | fine prestito                    |
| C        | Simone Iocolano     | Bassano         | rinnovo comp.                    |
| C        | Alex Lodovisi       | Santarcangelo   | comproprietà                     |
| C        | Simone Pecorini     | Inter           | controriscatto                   |
| C        | Giorgio Schiavini   | Santarcangelo   | prestito                         |
| A        | Andrea Catellani    | Catania         | fine prestito                    |
| A        | Nicola Ferrari      | Südtirol        | comproprietà                     |
| A        | Davide Luppi        | Portogruaro     | prestito con diritto di riscatto |
| A        | Daniele Martinetti  | Varese          | definitivo                       |
| A        | Diego Mella         | Inter           | controriscatto                   |
| A        | Leonardo Pavoletti  | Virtus Lanciano | prestito                         |
| A        | Mame Thiam          | Inter           | rinnovo comp.                    |
| A        | Mario Titone        | Virtus Lanciano | definitivo                       |
| A        | Andrea Vignali      | Mantova         | comproprietà                     |

### Sessione invernale(dall'3/1 all'2/2)
| Acquisti | Acquisti            | Acquisti | Acquisti                         |
| R.       | Nome                | da       | Modalità                         |
| -------- | ------------------- | -------- | -------------------------------- |
| D        | Marcello Gazzola    | Ascoli   | definitivo                       |
| C        | Simone Missiroli    | Reggina  | definitivo (3,5 mln €)           |
| C        | Edoardo Scubla      | Mantova  | definitivo                       |
| A        | Nicola Ferrari      | Südtirol | definitivo                       |
| A        | Gennaro Troianiello | Siena    | prestito con diritto di riscatto |

| Cessioni | Cessioni           | Cessioni    | Cessioni                         |
| R.       | Nome               | a           | Modalità                         |
| -------- | ------------------ | ----------- | -------------------------------- |
| D        | Daniel Cappelletti | Palermo     | fine prestito                    |
| D        | Lorenzo Laverone   | Nocerina    | prestito                         |
| D        | Angelo Rea         | Nocerina    | prestito                         |
| C        | Antonio Cinelli    | Pavia       | prestito                         |
| A        | Diego Falcinelli   | Juve Stabia | prestito con diritto di riscatto |

## Risultati

### Campionato

#### Girone di andata
| Arbitro: | Gavillucci (Latina) |

|                                        |           |             |
| Terranova 26’ Boakye 33’ G.Sansone 38’ | Marcatori | 11’ Di Maio |

| Arbitro: | Giancola (Vasto) |

|  |           |            |
|  | Marcatori | 43’ Boakye |

| Arbitro: | Di Bello (Brindisi) |

|                    |           |  |
| Ferrari 48’ (rig.) | Marcatori |  |

| Arbitro: | Giacomelli (Trieste) |

|                                 |           |  |
| Marchi 60’ G.Sansone 85’ (rig.) | Marcatori |  |

| Arbitro: | Nasca (Bari) |

|  |           |             |
|  | Marcatori | 70’ Masucci |

| Arbitro: | Gallione (Alessandria) |

|            |           |                                |
| Boakye 62’ | Marcatori | 60’ (rig.), 76’ (rig.) Marotta |

| Arbitro: | Massa (Imperia) |

|  |           |             |
|  | Marcatori | 66’ Sansone |

| Arbitro: | Ostinelli (Como) |

|           |           |                    |
| Marchi 1’ | Marcatori | 83’ (aut.) Masucci |

| Arbitro: | Pinzani (Empoli) |

|                   |           |            |
| Pomini 80’ (aut.) | Marcatori | 16’ Marchi |

| Arbitro: | Cervellera (Taranto) |

|              |           |  |
| Laribi 90+1’ | Marcatori |  |

| Arbitro: | Candussio (Cervignano del Friuli) |

|             |           |             |
| Dumitru 33’ | Marcatori | 49’ Masucci |

| Arbitro: | Nasca (Bari) |

|            |           |  |
| Boakye 13’ | Marcatori |  |

| Arbitro: | Tozzi (Ostia Lido) |

|                         |           |                                                       |
| Greco 68’ Fabinho 90+2’ | Marcatori | 13’, 31’ (rig.) Sansone 45+1’, 52’ Boakye 78’ Masucci |

| Modena 5 novembre 2011, ore 15:00 CET 14ª giornata | Sassuolo           | 0 – 0 referto | Torino | Stadio Alberto Braglia (4.054 spett.)\| Arbitro: \| Baracani (Firenze) \| |
| Arbitro:                                           | Baracani (Firenze) |               |        |                                                                           |

| Arbitro: | Palazzino (Ciampino) |

|  |           |               |
|  | Marcatori | 14’ G.Sansone |

| Arbitro: | Tommasi (Bassano del Grappa) |

|              |           |                     |
| Marchi 90+4’ | Marcatori | 18’ (rig.) Jonathas |

| Arbitro: | Ciampi (Roma) |

|  |           |           |
|  | Marcatori | 52’ Osuji |

| Arbitro: | Ostinelli (Como) |

|             |           |            |
| Caetano 68’ | Marcatori | 5’ Masucci |

| Arbitro: | Candussio (Cervignano del Friuli) |

|                           |           |                    |
| G.Sansone 61’, 80’ (rig.) | Marcatori | 11’ (rig.) Dionisi |

| Arbitro: | Massa (Imperia) |

|             |           |                      |
| Emerson 16’ | Marcatori | 35’ (rig.) G.Sansone |

| Arbitro: | Mariani (Aprilia) |

|                           |           |         |
| Sansone 52’, 90+3’ (rig.) | Marcatori | 74’ Sau |

#### Girone di ritorno
| Arbitro: | Di Bello (Brindisi) |

|  |           |             |
|  | Marcatori | 75’ Sansone |

| Arbitro: | Merchiori (Ferrara) |

|                                       |           |                                  |
| G.Sansone 42’, 50’, 58’ Gazzola 90+2’ | Marcatori | 55’ (rig.) Abbruscato 90’ Rigoni |

| Arbitro: | Tommasi (Bassano del Grappa) |

|                          |           |  |
| Terranova 13’ Valeri 23’ | Marcatori |  |

| Cittadella 31 gennaio 2012, ore 20:45 CET 25ª giornata | Cittadella       | 0 – 0 referto | Sassuolo | Stadio Piercesare Tombolato (1.888 spett.)\| Arbitro: \| Pinzani (Empoli) \| |
| Arbitro:                                               | Pinzani (Empoli) |               |          |                                                                              |

| Modena 25 febbraio 2012, ore 15:00 CET 26ª giornata | Sassuolo           | 0 – 0 referto | Ascoli | Stadio Alberto Braglia (2.456 spett.)\| Arbitro: \| Baracani (Firenze) \| |
| Arbitro:                                            | Baracani (Firenze) |               |        |                                                                           |

| Arbitro: | Candussio (Cervignano del Friuli) |

|              |           |                                 |
| Borghese 61’ | Marcatori | 9’ Terranova 58’ (rig.) Sansone |

| Modena 18 febbraio 2012, ore 15:00 CET 28ª giornata | Sassuolo         | 0 – 0 referto | Varese | Stadio Alberto Braglia (2.638 spett.)\| Arbitro: \| Giancola (Vasto) \| |
| Arbitro:                                            | Giancola (Vasto) |               |        |                                                                         |

| Arbitro: | Giacomelli (Trieste) |

|                                      |           |                           |
| Immobile 49’ (rig.), 58’ Insigne 61’ | Marcatori | 42’, 77’ (rig.) G.Sansone |

| Modena 10 marzo 2012, ore 15:00 CET 30ª giornata | Sassuolo      | 0 – 0 referto | Sampdoria | Stadio Alberto Braglia (5.106 spett.)\| Arbitro: \| Ciampi (Roma) \| |
| Arbitro:                                         | Ciampi (Roma) |               |           |                                                                      |

| Arbitro: | Velotto (Grosseto) |

|                         |           |                                        |
| Previtali 20’ Laner 30’ | Marcatori | 69’ Bruno 80’ Longhi 90+4’ Troianiello |

| Arbitro: | Merchiori (Ferrara) |

|                 |           |  |
| Troianiello 71’ | Marcatori |  |

| Arbitro: | Palazzino (Ciampino) |

|                          |           |                       |
| Sforzini 51’ (rig.), 90’ | Marcatori | 37’ Marchi 70’ Boakye |

| Modena 6 aprile 2012, ore 19:00 CEST 34ª giornata | Sassuolo            | 0 – 0 referto | Modena | Stadio Alberto Braglia (10.595 spett.)\| Arbitro: \| Di Bello (Brindisi) \| |
| Arbitro:                                          | Di Bello (Brindisi) |               |        |                                                                             |

| Arbitro: | Pinzani (Empoli) |

|                                         |           |  |
| D'Ambrosio 31’ Basha 52’ Meggiorini 81’ | Marcatori |  |

| Arbitro: | Gavillucci (Latina) |

|  |           |                          |
|  | Marcatori | 27’ Graffiedi 54’ Guzmán |

| Arbitro: | Tommasi (Bassano del Grappa) |

|                |           |                               |
| Piovaccari 90’ | Marcatori | 51’ G.Sansone 79’ Troianiello |

| Arbitro: | Giancola (Vasto) |

|  |           |                              |
|  | Marcatori | 62’ Valeri 90+4’ Troianiello |

| Arbitro: | Baracani (Firenze) |

|                          |           |  |
| Boakye 64’ Missiroli 78’ | Marcatori |  |

| Livorno 12 maggio 2012, ore 15:00 CEST 40ª giornata | Livorno                           | 0 – 0 referto | Sassuolo | Stadio Armando Picchi (4.387 spett.)\| Arbitro: \| Candussio (Cervignano del Friuli) \| |
| Arbitro:                                            | Candussio (Cervignano del Friuli) |               |          |                                                                                         |

| Arbitro: | Baratta (Salerno) |

|                                              |           |              |
| Bruno 38’ Cofie 50’ Boakye 77’ G.Sansone 81’ | Marcatori | 40’ N. Viola |

| Arbitro: | Ciampi (Roma) |

|               |           |                                          |
| Tarantino 88’ | Marcatori | 62’ Troianiello 75’ Missiroli 81’ Boakye |

#### Play-off
| Arbitro: | Ostinelli (Como) |

|                      |           |                  |
| Éder 45+1’ Pozzi 55’ | Marcatori | 34’ (aut.) Pozzi |

| Arbitro: | Tommasi (Bassano del Grappa) |

|            |           |                 |
| Valeri 62’ | Marcatori | 8’ (rig.) Pozzi |

### Coppa Italia
| Arbitro: | Baracani (Firenze) |

|                          |           |             |
| Troiano 11’ Boakye 90+1’ | Marcatori | 63’ Mbakogu |

| Arbitro: | Ciampi (Roma 1) |

|                                   |                      |                                               |
| Boakye 17’ Troiano 34’ Laribi 88’ | Marcatori            | 27’ Berrettoni 64’ D'Alessandro 90+3’ Ferrari |
| Laribi Troiano Longhi Boakye      | Tiri di rigore 2 – 4 | Le Noci Esposito Gómez Mancini Ferrari        |

## Statistiche

### Statistiche di squadra
| Competizione | Punti | In casa | In casa | In casa | In casa | In casa | In casa | In trasferta | In trasferta | In trasferta | In trasferta | In trasferta | In trasferta | Totale | Totale | Totale | Totale | Totale | Totale | DR  |
| Competizione | Punti | G       | V       | N       | P       | Gf      | Gs      | G            | V            | N            | P            | Gf           | Gs           | G      | V      | N      | P      | Gf     | Gs     | DR  |
| ------------ | ----- | ------- | ------- | ------- | ------- | ------- | ------- | ------------ | ------------ | ------------ | ------------ | ------------ | ------------ | ------ | ------ | ------ | ------ | ------ | ------ | --- |
| Serie B      | 80    | 21      | 11      | 7       | 3       | 27      | 13      | 21           | 11           | 7            | 3            | 30           | 20           | 42     | 22     | 14     | 6      | 57     | 33     | +24 |
| Play-off     | -     | 1       | 0       | 1       | 0       | 1       | 1       | 1            | 0            | 0            | 1            | 1            | 2            | 2      | 0      | 1      | 1      | 2      | 3      | -1  |
| Coppa Italia | -     | 2       | 1       | 1       | 0       | 5       | 4       | -            | -            | -            | -            | -            | -            | 2      | 1      | 1      | 0      | 5      | 4      | +1  |
| Totale       | -     | 24      | 12      | 9       | 3       | 33      | 18      | 22           | 11           | 7            | 4            | 31           | 22           | 46     | 23     | 16     | 7      | 64     | 40     | +24 |